# Hypsoides lambertoni
Hypsoides lambertoni är en fjärilsart som beskrevs av Charles Oberthür. Hypsoides lambertoni ingår i släktet Hypsoides och familjen tandspinnare. Inga underarter finns listade i Catalogue of Life.